# Andreas Kapp
Andreas „Andy” Kapp (ur. 8 grudnia 1967 w Sonthofen) - praworęczny niemiecki curler z Unterthingau, obecnie trener. Zakończył karierę sportową w kwietniu 2011. Był zawodnikiem klubu curlingowego z Füssen, 12-krotny zwycięzca mistrzostw kraju. Jest synem Charliego i starszym bratem Ulricha. Z zawodu manager, w curling gra od 1981. 
Uprawia także wspinaczkę górską i piłkę siatkową.

## Drużyna
Przed zakończeniem kariery drużyna Kappa składała się z aż sześciu zawodników, którzy grali w różnych kombinacjach. Herberg i Messenzehl dołączyli do drużyny w 2010 i są zawodnikami Eissport Club Oberstorf. Od sezonu 2011/2012 funkcję kapitana objął Andreas Lang.
- Daniel Herberg - trzeci
- na pozycji drugiego i otwierającego zmieniają się:
  - Holger Höhne
  - Andreas Kempf
  - Andreas Lang
  - Markus Messenzehl